# Knickenhöfle
Das Knickenhöfle ist eine abgegangene Einzelsiedlung in Großerlach, einer Gemeinde im baden-württembergischen Rems-Murr-Kreis. Über die Wüstung ist nicht mehr viel bekannt.

## Lage
Das Knickenhöfle lag einsam auf einer Anhöhe südöstlich von Altfürstenhütte am Fuße des Knickenwaldes, oberhalb des rechten Ufers der Rot.

## Geschichte
Es ist nicht bekannt, wann die Siedlung entstanden ist. Die Siedlung hatte um 1860 sechs Einwohner. Sein Trinkwasser bezog das kleine Anwesen aus einer Quelle, die ihm von der Höhe des Knickenwaldes zuströmte, aber nicht gefasst war. 1855 verkaufte der damalige Besitzer des Höfleins, Friedrich Kircher, acht Morgen und sechs Ruten Wiese, Wald und Weiher am Knickenwald dem Staat. 1860 gehörten zu dem Anwesen noch 15 Morgen Äcker und Wiesen. Später wurde die Siedlung bis auf eine Scheune aufgegeben. Ganz in der Nähe befindet sich heute der Waldkindergarten „Knickenhöfle“.

### Einwohnerentwicklung
- 1847: 6 Einwohner[3]
- 1854: 6 Einwohner[4]
- 1860: 6 Einwohner
- 1862: 17 Einwohner[5]
- 1866: 4 Einwohner[6]
- 1877: 4 Einwohner[7]
- 1894: 3 Einwohner[8]